# 현남면
현남면(縣南面)은 대한민국 강원특별자치도 양양군의 면이다.

## 연혁
- 1914년 강원도 양양군 현남면
- 1945년 북위 38도선으로 미군정 관할이 됨
- 1945년 9월 16일 : 강릉군에 편입
- 1955년 강릉시 설치에 따라 명주군 소속이 됨
- 1963년 1월 1일 명주군에서 양양군으로 환원.[1]

## 행정 구역
| 법정리   | 한자명   | 행정리                             | 비고            |
| -------- | -------- | ---------------------------------- | --------------- |
| 견불리   | 見佛里   | 견불리                             |                 |
| 광진리   | 廣津里   | 광진리                             |                 |
| 남애리   | 南涯里   | 남애1리, 남애2리, 남애3리, 남애4리 |                 |
| 동산리   | 銅山里   | 동산리                             |                 |
| 두리     | 斗里     | 두창시변리                         |                 |
| 북분리   | 北盆里   | 북분리                             |                 |
| 상월천리 | 上月川里 | 상월천리                           |                 |
| 시변리   | 市邊里   | 두창시변리                         |                 |
| 원포리   | 遠浦里   | 원포리                             |                 |
| 인구리   | 仁邱里   | 인구1리, 인구2리                   | 면사무소 소재지 |
| 임호정리 | 臨湖亭里 | 임호정리                           |                 |
| 입암리   | 笠岩里   | 입암리                             |                 |
| 전포매리 | 前浦梅里 | 포매리                             |                 |
| 정자리   | 亭子里   | 죽정자리                           |                 |
| 주리     | 酒里     | 입암리                             |                 |
| 죽리     | 竹里     | 죽정자리                           |                 |
| 지리     | 池里     | 지경리                             |                 |
| 지경리   | 地境里   | 지경리                             |                 |
| 창리     | 昌里     | 두창시변리                         |                 |
| 하월천리 | 河月川里 | 하월천리                           |                 |
| 후포매리 | 後浦梅里 | 포매리                             |                 |

## 교통
- 현남 나들목
- 동산항
- 남애항
- 인구항